# Ernesto Grassi

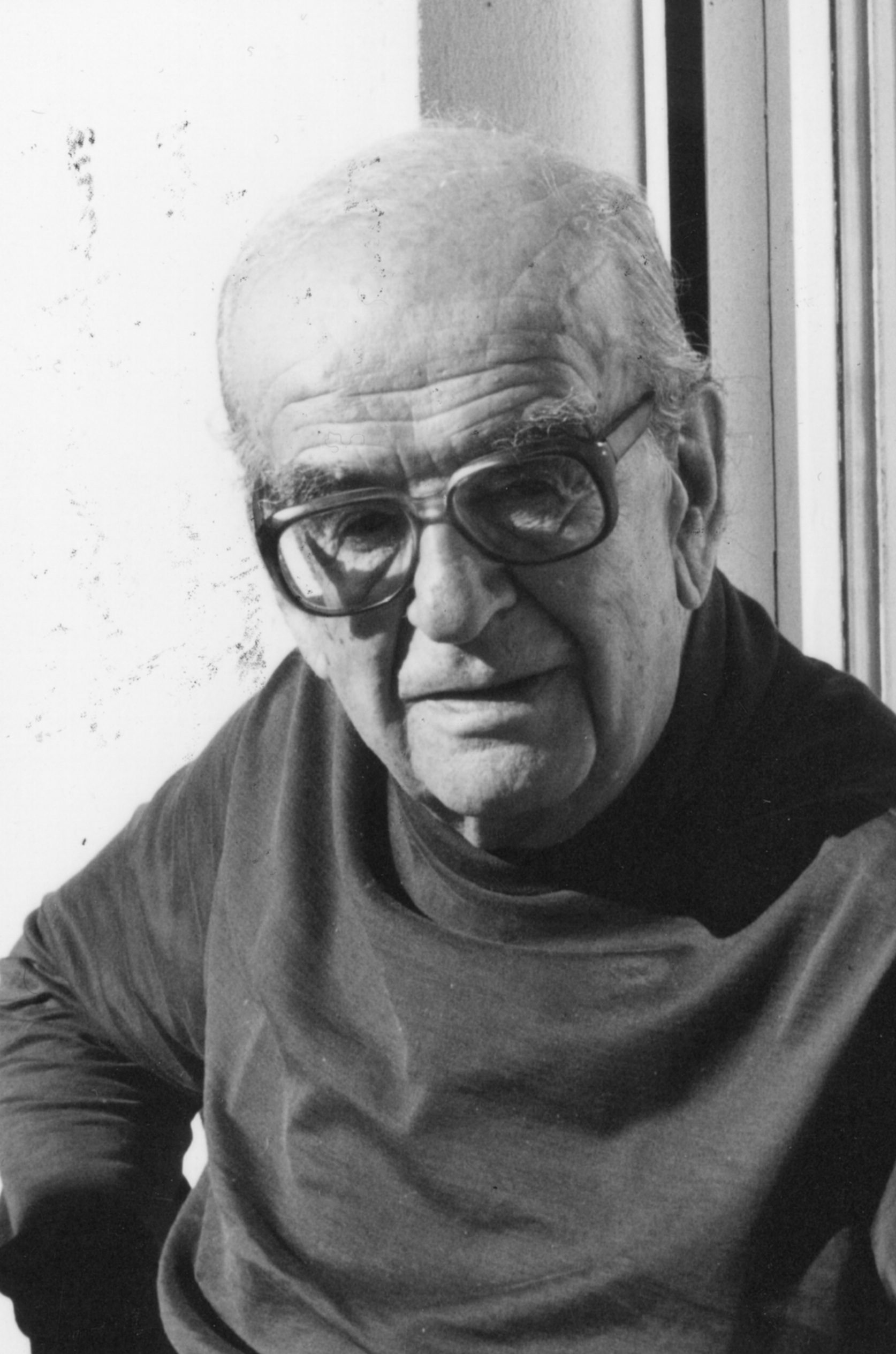
Ernesto Grassi in Zürich (Mitte 1980er Jahre)

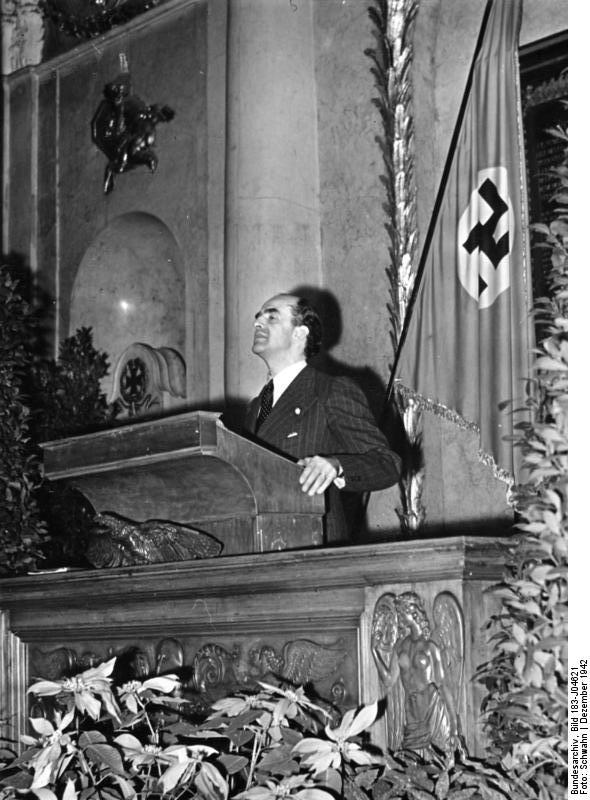
Ernesto Grassi bei der Eröffnung des italienischen wissenschaftlichen Institutes Studia humanitatis in Berlin (Dezember 1942)

Ernesto Grassi (* 2. Mai 1902 in Mailand; † 22. Dezember 1991 in München) war ein italienischer Philosoph.

## Leben
Der Existentialist Grassi, Sohn einer deutschen Mutter und eines italienischen Vaters, lehrte viele Jahrzehnte Philosophie an italienischen und deutschen Universitäten. 1925 wurde  er bei Piero Martinetti an der Universität Mailand promoviert. In Aix-en-Provence hörte er Maurice Blondel. Bei einer Rundreise durch Deutschland nahm er Kontakt zu Heinrich Rickert, Karl Jaspers, Nicolai Hartmann, Max Scheler und Martin Heidegger auf. 1928 ging er zu Heidegger nach Freiburg im Breisgau, wo Grassi bis 1938 als Lektor für Italienisch und Lehrbeauftragter für Philosophie lehrte.
Am 31. Dezember 1932 erhielt Grassi vom italienischen Erziehungsministerium die Lehrbefugnis (libera docenza) für Geschichte der Philosophie. Als Privatdozent hielt er an der Staatsuniversität Mailand seinen ersten Kurs ab, doch nach der Machtübernahme kehrte Grassi im Mai 1933 wieder nach Freiburg zurück. 1938 ging er nach Berlin, wohin seine 1938 in Freiburg verliehene Honorarprofessur 1939 verlagert wurde. 1941 erschien ein Beitrag in Alfred Rosenbergs Zeitschrift Nationalsozialistische Monatshefte. 1942 gründete er das Institut Studia humanitatis in Berlin. Von 1943 bis 1944 hielt er sich in Norditalien, dann in der Schweiz auf; hier nahm er von 1946 bis 1949 einen Lehrauftrag in Zürich wahr. 1947 war er für das Erscheinen des Humanismusbriefes Heideggers verantwortlich, der ersten Veröffentlichung Heideggers nach dem Zweiten Weltkrieg. In München gründete er 1948 das Centro italiano di studi umanistici e filosofici, das er auch leitete, und war hier von 1948 bis 1970 Ordinarius, dann Emeritus an der Ludwig-Maximilians-Universität. Ab 1965 leitete er auch das Seminar für Philosophie und Geistesgeschichte des Humanismus an der Universität. Sein Nachfolger auf dem Lehrstuhl wurde Stephan Otto. Auch am Wiederaufbau des Kölner Petrarca-Instituts war er neben Fritz Schalk beteiligt. Er galt als einer der gründlichsten Kenner des italienischen Humanismus. Grassi gab die Reihe Humanistische Bibliothek heraus. 
In Deutschland wurde Ernesto Grassi vor allem als Herausgeber der Taschenbuchreihe Rowohlts deutsche Enzyklopädie bekannt, die 1955 mit dem Band 1 des österreichischen Kunsthistorikers Hans Sedlmayr begann.

## Ausgewählte Schriften
- Il problema della metafisica platonica. Laterza, Bari 1932.
- Vom Vorrang des Logos. Das Problem der Antike in der Auseinandersetzung zwischen italienischer und deutscher Philosophie. Beck, München 1939.
- Gedanken zum Dichterischen und Politischen. Zwei Vorträge zur Bestimmung der geistigen Tradition Italiens. Verlag Helmut Küpper, Berlin 1939.
- Verteidigung des individuellen Lebens. Studia humanitatis als philosophische Überlieferung. Francke, Bern 1946.
- Il fondamento esistenziale dell’umanesimo. In: Umanesimo e Machiavellismo. Padua 1949, S. 34–54.
- als Hrsg. mit Gabriel Marcel und Eugenio Garin: Umanesimo e Machiavellismo. Padua 1949.
- Reisen ohne anzukommen. Südamerikanische Meditationen. Rowohlt, Hamburg 1955. Neuauflage: Rüegger, Diessenhofen 1982.
- Kunst und Mythos. Rowohlt, Hamburg 1957. 2. Auflage: Suhrkamp, Frankfurt am Main 1990. Bearbeitete Neuausgabe, herausgegeben von Richard Blank und Emilio Hildalgo-Serna: Alexander Verlag, Berlin 2014, ISBN 978-3-89581-312-2.
- Die zweite Aufklärung. Enzyklopädie heute. Lexikalisches Register zu Band 1–75. Rowohlt Taschenbuch Verlag, Hamburg 1958.
- Die Theorie des Schönen in der Antike. DuMont, Köln 1962. Neuausgabe 1980.
- Macht des Bildes. Ohnmacht der rationalen Sprache. Zur Rettung des Rhetorischen. DuMont, Köln 1970. 2. Auflage: Fink, München 1979.
- Humanismus und Marxismus. Zur Kritik der Verselbständigung von Wissenschaft. Rowohlt, Reinbek 1973.
- Die Macht der Phantasie. Zur Geschichte abendländischen Denkens. Athenäum, Königstein/Ts. 1979, auch 1991.
- Einführung in philosophische Probleme des Humanismus. Wissenschaftliche Buchgesellschaft, Darmstadt 1986. 2. Auflage 1991 unter dem Titel Einführung in die humanistische Philosophie. Vorrang des Wortes.
- Die unerhörte Metapher. Herausgegeben und mit einer Bibliographie des Verfassers von Emilio Hidalgo-Serna. Verlag Anton Hain, Frankfurt am Main 1992, ISBN 3-445-08569-2.